# Tea Pets
Tea Pets ou Toys & Pets (em chinês:  阿唐奇遇) (bra: Os Brinquedos Mágicos) é um filme de animação chinês 3D tridimensional produzido pela Light Chaser Animation Studios, dirigido e escrito por Gary Wang e dublado por Shi Lei, Yuan Zeyu, Guanlin Ji e outros.
O filme conta a história de Nathan, o petisco chinês do chá, que embarca em uma jornada de aventuras ao futuro com seu pequeno robô Futurobô para ficar bonito.
O filme foi lançado na China em 21 de julho de 2017, No Brasil foi lançado em 22 de agosto de 2019.

## Enredo
Em uma casa de chá em uma cidade movimentada no sul, vive um grupo de bichinhos de chá de cerâmica. Eles se orgulham de serem descoloridos pelo chá. E Nathan  é o único pet chá que não muda de cor, não importa como você sirva o chá. Um dia, um robô mágico do futuro veio e voou para a casa de chá por acidente, trazendo um vislumbre de esperança para Atang. A fim de encontrar uma maneira de embelezar sua própria cor, o pet chinês Atang decidiu dar um passo em direção à beleza e embarcar com o robô Futurobô em uma aventura para encontrar o futuro.

## Elenco
- Shi Lei como Nathan, Em uma loja de chá em uma cidade movimentada no sul, um pet do chá que não muda de cor, não importa como é servido, é sempre provocado por outros pets do chá. Um dia, um robô mágico do futuro veio e acidentalmente caiu na casa de chá. A fim de tornar a cor bonita, Atang está determinada a fazer progressos pela beleza e partir com Futurobô, um robô, em uma jornada de aventura para o futuro.
- Yuan Zeyu como Futurobô, Um bom amigo de Nathan, um robô de alta tecnologia de "Tianwai". A imagem não é apenas fofa e fofa, mas também pode "prever o futuro". A casa de chá aerotransportada inspirou o desejo de Ah Tang de "ficar bonito". Para encontrar uma cor bonita e profunda, ele embarcou em uma jornada para encontrar o futuro com Futurobô. Durante a aventura, ele acidentalmente se tornou alvo do ladrão "I Came" e foi enganado ao seu covil.
- Li Mi como Porco dourado, Um bom amigo de Nathan, Xueba, tem um corpo redondo e membros curtos. Meu favorito é assistir "The Strings of Time" e estudar a teoria dos buracos de minhoca. A única pessoa na casa de chá que encorajou e apoiou Ah Tang a perseguir seus sonhos, carregava "The Strings of Time" nas costas para encontrar o futuro com ele. No entanto, assim que saiu, ele encontrou o "incidente do acidente" e foi brutalmente sequestrado.
- Sun Kuan como Maitreya, O Buda Maitreya de três cabeças é uma combinação de diferentes bichinhos de chá. Cheio de alegria. Durante o dia, ele ficava quieto na bandeja de chá e esperava que o dono da casa de chá servisse o chá para hidratar. À noite, ele estaria cheio de sangue para ressuscitar e se reunir loucamente, conversando como humanos, e até " cuspindo "seu próprio mestre.

## Por trás das cenas

### Fundo criativo
A intenção original do filme é que o diretor Tea Pets seja de Fujian e tenha um melhor entendimento da cultura do chá, então ele espera transformar animais de estimação do chá em animação. E quando o robô chega, ele sempre teve a imagem de um robô esférico em sua mente e espera que o bichinho de chá e o robô possam compartilhar histórias interessantes juntos.

### Pós-produção
A equipe de produção dos bastidores foi até Xiamen, Dehua e Yixing para coletar mais de 3.000 fotos e forneceu muitos materiais de design de cena para todo o filme. No movimento e desempenho dos bichinhos de chá, os fabricantes passaram 9 meses desenvolvendo técnicas de fusão para imitar o esmalte de cerâmica, e os ativistas passaram vários anos estudando bichinhos de chá. Enquanto assegurava os padrões de produção, a principal equipe de criação incorporou elementos culturais tradicionais chineses ao roteiro.

## Produção e distribuição

### Publicidade antecipada
Em 27 de abril de 2017, o aviso do pôster foi emitido duas vezes, e foi anunciado que estava marcado para 21 de julho. Em 5 de julho, anuncie o pôster definitivo Com trailer. Em 15 de julho, o filme realizou uma conferência de estreia em Pequim. Os cantores da música promocional do filme Hu Ke e An Ji pareceram ajudar.

## Avaliação de vídeo

### Críticas positivas
O filme é diferente da expressão subversiva de elementos chineses pela animação estrangeira, mas interpreta e difunde a cultura tradicional chinesa da perspectiva dos próprios chineses e tem seu próprio estado natural de taoísmo.
A imagem é fresca e elegante, o ritmo não é apressado ou lento, a história é completa, altos e baixos, e emocionante. Os valores positivos veiculados pelo filme.
O filme contém muitas reflexões sobre o futuro, o presente, a vida, os sonhos, a amizade, etc., e tem vários níveis de significado social.A transmissão de valores de ênfase positiva e ascendente na lealdade não é muito rígida.
Embora o filme seja um filme de animação, não é inferior. O tema da história é discutido em torno de "liberdade, controle e escravidão", e também transmite o pensamento do criador sobre a realidade e o futuro. A história de Tea Pets é calorosa e comovente. A fim de realizar o sonho em seus corações, A Tang e Xiaolai, os favoritos do chá no filme, iniciaram uma jornada para encontrar o futuro de mãos dadas. Embora lá são muitos obstáculos, eles nunca param. O filme transmite o espírito valente de perseguir sonhos e a qualidade de prestar atenção à amizade das crianças, o que é muito divertido.

### Crítica negativa
Em termos de tema, a combinação de bichinhos de chá e robôs é um pouco rebuscada, e a expressão da história também é um pouco ingênua. Embora os personagens animados do filme sejam cuidadosamente criados, eles obviamente não são de carne e osso para fazer as pessoas amá-los.